# Pay Pal (Сімпсони)
«Pay Pal» (укр. «Платний приятель») — двадцять перша серія двадцять п'ятого сезону мультсеріалу «Сімпсони», прем'єра якої відбулась 11 травня 2014 року у США на телеканалі «Fox».

## Сюжет
Мардж готує торт для вечірки на Еверґрін Террас, але тісто розбризкується по всій кухні. Вона змушена принести куплений у магазині торт. На вечірці Мардж ставить торт на стіл одночасно з новим сусідом, торт якого такий же. Мардж заспокоюється, коли знайомиться із сусідом — британцем Бут-Вілкс Джоном. Він запрошує її на ігрову вечірку для дорослих, влаштовану ним з дружиною. Мардж хоче піти, але побоюється, що Гомер зіпсує їй чергове свято.
Ввечері, у ліжку Мардж повчає Гомера і говорить про відсутність у неї друзів. У цей момент приходить Ліса і каже, що їй добре без друзів, що надзвичайно пригнічує Мардж. Мардж продовжує повчати Гомера до самої вечірки.
У будинку Бут-Вілкс Джона Сімпсони приєднуються до гостей. Гра починається з рольової гри з тематикою таємничого вбивства, де всі під підозрою. Однак, Гомер миттєво несвідомо розкриває вбивцю в історії, що спонукає власника дому вигнати Сімпсонів.
Пригнічена відсутністю друзів, Мардж вирішує попіклуватися про Лісу. Вона влаштовує для доньки вечірку з метою завести друзів, та запрошує всіх, хто її знає. Однак, коли приходить лише один хлопчик, Мардж і Гомер влаштовують для дитини «швидке свято» і негайно відправляють його з подарунком, скасувавши ідею. Вони прибирають після «вечірки» якраз перед приходом Ліси додому.
У Спрінґфілдській початковій школі, коли учням доводиться займатися народними танцями, Ліса залишається без партнера. Однак, Тумі, учениця з паралельного класу, приєднується до неї. Тумі має ті ж інтереси, що і Ліса. Водночас, Барт явно щось підозрює і стурбований цією подружкою.
Коли Барт переслідує Тумі до ігрового майданчика у «Красті Бургері», він дізнається правду… Він передає своїй сестрі конверт з фотодоказами: Мардж платить Тумі. Відчуваючи зраду та покинутість Лісі злиться на Мардж за її дії. Ліса каже матері, що за деякий час вона б і сама знайшла друзів. Мардж намагається вибачитися, але Ліса відмовляється пробачити і йде у свою кімнату.
Коли Ліса збирається «розповісти всім своїм психотерапевтам про вчинок матері», Мардж не витримує і плаче. Всередині це робить Лісу таємно щасливою, бо вона знайшла спосіб маніпулювати Мардж. Однак, дівчинка все ж не витримує і пробачає матір.
У фінальній сцені Тумі вибачається перед Лісою за свою нещиру поведінку. Вона також зізнається, що їй насправді подобається дружити з Лісою. Коли остання все прощає і просить, щоб бути з нею чесною, Тумі зізнається, що вона — не вегетаріанка і їсть конину. Ліса миттєво втікає…

## Виробництво
Спочатку серія повинна називатися «In the Game of the Father» (укр. «У гру батька»), проте її було перейменовано на «Pay Pal».

## Цікаві факти і культурні відсилання
- Рольова гра на вечірці Бут-Вілкс Джона нагадує справжню американську настільну детективну гру «Cluedo».
- Серія вийшла на день матері. Наприкінці серії, коли Ліса пробачає Мардж, вона вітає її з цим святом.

## Ставлення критиків і глядачів
Під час прем'єри серію переглянули 3,66 млн осіб з рейтингом 1.6, що другим найпопулярнішим шоу на каналі «Fox» тієї ночі, після «Сім'янина».
Денніс Перкінс з «The A.V. Club» дав серії оцінку B, сказавши:
|  | Якби б дещо докласти зусиль, передостання серія цього сезону могла бути чимось особливим. Центральна історія про Мардж, яка відчайдушно прагне, щоб Ліса не виросла без друзів, — це такий сімейний сюжет, який часто створює найкращі епізоди Сімпсонів. Є кілька хороших приколів і кілька приємних моментів, і відносини Мардж/Ліса залишаються плідними. Просто, як і багато серії цього сезону, «Pay Pal» надто навантажує сюжет, що змушує емоційне ядро історії шалено викинутися перед фінальними титрами. |

У лютому 2015 року сценариста серії Девіда Стейнберга було номіновано на премію Гільдії сценаристів Америки в області анімації 2014 року.
Згідно з голосуванням на сайті The NoHomers Club більшість фанатів оцінили серію на 4/5 із середньою оцінкою 3,11/5.